# Joaquim Marques Esparteiro
Joaquim Marques Esparteiro OA • GOA • GCA • MOSD • MPMM • ComSE • MOCE • ComIP (Abrantes, Mouriscas, Engarnais Cimeiros, 28 de Janeiro de 1895 — Hospital da Marinha, primeiros dias de Outubro de 1976), Oficial da Marinha e Governador de Macau.

## Família
Filho de Luís Marques Esparteiro (Abrantes, Mouriscas, 1868 - ?), Comerciante, e de sua mulher Engrácia Lopes (1867 - ?). Era irmão de Jesovina Marques Esparteiro (Abrantes, Mouriscas, Engarnais Cimeiros, 1891), Manuel Marques Esparteiro, Eduardo Marques Esparteiro (Abrantes, Mouriscas, Engarnais Cimeiros, 1896), António Marques Esparteiro, também um notável oficial da Marinha, Vitorino Marques Esparteiro (Abrantes, Mouriscas, Engarnais Cimeiros, 1900), Jacinta Marques Esparteiro (Abrantes, Mouriscas, Engarnais Cimeiros, 1902) e Exaltina Marques Esparteiro (Abrantes, Mouriscas, Engarnais Cimeiros, 1905), os quais todos estudaram e foram pessoas de relevo.

### Casamentos e descendência
Casou primeira vez com Amélia Alves Bastos Botelho da Costa, filha de Joaquim Bernardo Cardoso Botelho da Costa, 1.º Visconde de Giraúl, e de sua mulher Amélia do Carmo Bastos, de quem teve um filho e duas filhas: 
- Luís Botelho da Costa Marques Esparteiro
- Maria Helena Botelho da Costa Marques Esparteiro (Lisboa, São Sebastião da Pedreira, 23 de Março de 1929), casada com Mário Nuno do Canto Lopes da Costa (Lisboa, Anjos, 12 de Dezembro de 1922), de quem tem três filhos e duas filhas, um dos quais Luís Augusto Esparteiro Lopes da Costa
- Amélia Botelho da Costa Marques Esparteiro, Dr.ª, Grande-Oficial da Ordem do Mérito (8 de Março de 2004)[3], casada com José Luís da Silva Leitão

Casou segunda vez com Laurinda dos Santos Calvinho, Comendadora da Ordem de Benemerência a 16 de Janeiro de 1960.

## Biografia

### Início de carreira
Frequentou o curso da Escola Naval com especialização em Artilharia e depois tirou a Licenciatura na Faculdade de Ciências da Universidade de Coimbra ou na Faculdade de Ciências da Universidade de Lisboa onde se formou em Ciências Matemáticas com altas classificações, com 18 valores e Louvor de distinção. Foi também Professor de Balística, de Cálculo, de Mecânica e do Curso de Especialização de Artilharia para Oficiais na Escola Naval.
Começou a sua carreira naval nos Açores, onde permaneceu 15 meses, e, depois, serviu em navios de guerra na Grã-Bretanha e Irlanda, França e Províncias Ultramarinas, tendo tomado parte em diversas manobras navais, tendo comandado, durante a Primeira Guerra Mundial, uma traineira arvorada em navio de guerra, sendo, nessa altura apenas Guarda-Marinha. Durante a sua carreira, e através dos vários postos da sua carreira de marinheiro, comandou o torpedeiro Mondego nas manobras militares de 1925, os avisos Gonçalo Velho e Gonçalves Zarco em viagens de soberania em Moçambique e noutras províncias, fez serviço nos navios Gil Eanes, Pedro Nunes, Vasco da Gama, em diferentes contratorpedeiros, muitos deles em manobras navais, canhoneiras, na I.B.O., na Mandovi, Açor, etc, comandou a canhoeira Pátria, a bordo da qual serviu em Macau de 1922 a 1925, tendo então visitado vários pontos da China, Formosa e Japão, e comandou a esquadrilha de contratorpedeiros nas manobras militares de 1938. Desempenhou na Grã-Bretanha e Irlanda, durante cinco anos, as funções de Chefe da Missão Naval de Armamento dos navios de guerra portugueses que foram construídos naquele país, que aí esteve de 1931 a 1935, visitando em missão oficial as fábricas de armamento deste país, e as da Holanda, Suécia e França. Nessa situação proferiu, em inglês, uma conferência na Associação de Engenheiros Ingleses em Barrow-in-Furness, e fez diversas viagens profissionais a França, Itália, Alemanha, Suécia, Holanda, Grã-Bretanha e Irlanda e Estados Unidos da América. Aquando da sua missão na Grã-Bretanha e Irlanda foi-lhe pedido, como técnico de Artilharia, o seu parecer na arbitragem de uma questão de aceitação de pólvora entre os "Vicker's" e a missão turca. Enquanto permaneceu na Grã-Bretanha e Irlanda, a Viker's pôs à sua disposição toda as suas bibliotecas incluindo documentação secreta. Representou a Escola Naval no Congresso sobre a atividade científica portuguesa, reunido em Coimbra em Novembro de 1940.
Com o posto de Capitão de Fragata em 1943, foi Chefe do Departamento Marítimo de Moçambique (1943-1948); Diretor do Instituto Superior Naval de Guerra (a partir de 9 de Novembro de 1948 e novamente a partir de 16 de Janeiro de 1957); Subchefe do Estado-Maior Naval (1951) e Governador de Macau (1951-1956).

### Governo de Macau
Já em Capitão de Mar e Guerra, Comodoro e Contra-Almirante, posto a que foi promovido a 11 de Abril de 1953, desempenhou o alto cargo de 100.º Governador de Macau, cargo que assume a 12 de Setembro de 1951 e tarefa que desempenhará durante quase cinco anos, até 28 de Fevereiro de 1956, numa época particularmente difícil.
Macau não é uma realidade desconhecida para o novo Governador. Entre 1921 e 1924 Joaquim Marques Esparteiro servira no território como comandante da canhoneira Pátria, e nesse tempo conheceu pela primeira vez as complexidades da realidade regional.
A nomeação data de 12 de Setembro de 1951 e a tomada de posse no Ministério do Ultramar é em 8 de Outubro do mesmo ano. Toma posse efectiva do cargo em Macau em 23 de Novembro de 1951.
No tempo do seu governo fazem-se melhoramentos no Tribunal da cidade na Sala Recreativa da Polícia, inaugura-se a Central Eléctrica da Taipa e um busto de António de Oliveira Salazar no Leal Senado de Macau, que foi removido após a Revolução dos Cravos (25 de Abril de 1974). Inicia-se também a construção do bairro junto à Praia Grande, uma obra há muito planeada mas que só então foi possível concretizar.
Atribui-se-lhe também o equilíbrio das finanças e o aumento da assistência social. Foi durante o seu governo que se deu a abertura de novas estradas e a construção do Mercado Municipal de San Fa Un, bem como a inauguração da primeira fase do Centro Hospitalar Conde de S. Januário e da escola Luís de Camões. Na área das comunicações também se verificaram progressos com a dragagem do Porto Exterior e o estabelecimento de comunicações radioeléctricas com a Inglaterra, Estados Unidos, Japão, Filipinas e Formosa, do mesmo modo se verificou um desenvolvimento dos correios, telégrafos e telefones especialmente com a abertura da nova Estação Central na Taipa.
Uma das tarefas mais delicadas de que se teve de ocupar foi a resolução do conflito nas fronteiras entre Macau e a China continental, que naquela altura ainda não estavam oficialmente definidas. Este conflito, que eclodiu em 1952, ficou conhecido por "Incidente das Portas do Cerco".

### Carreira posterior
Regressado à Metrópole, foi novamente nomeado Diretor do Instituto Superior Naval de Guerra, correspondente aos Altos Estudos Militares, cargo que já tinha exercido anteriormente aquando da criação daquele instituto, para que foi convidado. Nestas circunstâncias, visitou estabelecimentos estrangeiros congéneres. Nos últimos anos de serviço efectivo, desempenhou o cargo de Vogal do Supremo Tribunal Militar, durante seis anos. Foi Vice-Presidente da Sociedade de Geografia de Lisboa, onde têm o seu retrato, e do Conselho Superior da Liga dos Combatentes da Grande Guerra. Foi Sócio da Sociedade de Estudos de Moçambique e, em 1947, nessa qualidade, apresentou ao congresso, em Lourenço Marques, uma interessante comunicação intitulada "Serão os outros mundos habitados?", cujas afirmações estão ainda atualizadas com as então recentes viagens à Lua. Desta comunicação. foram extraídos trechos que fazem parte de antologias e adaptados em seletas do ensino, o que testemunha o valor literário e científico desta comunicação. A pedido do Centro de Investigação da Cultura do Algodão, em Moçambique, também fez uma série de conferências sobre o cálculo das probabilidades e as ciências de Observação, aplicação à cultura do algodão.

## Publicações
No âmbito da sua profissão publicou vasta bibliografia, dos mais variados assuntos, nomeadamente muitos estudos e manuais técnico-navais, além de comunicações apresentadas em congressos estrangeiros, nomeadamente uma sobre a Energia Atómica, que levou a um Congresso para o avanço das Ciências na África do Sul, quando desempenhava o cargo de Chefe do Departamento Marítimo de Moçambique, atualmente com o título de Comandante Naval. Deu à estampa as seguintes obras: 
- Arte de Marinheiro (1924, Macau);
- Lições de Química Aplicada, Explosivos e Balística Interna (1927, Lisboa);
- A few critical observations on Ballistic Experiments (conferência) (1933, publicada nas Transactions of Barrow-and-Furness Engineers Association);
- Manual de Munições (publicação oficial do Ministério da Marinha (1934, Londres);
- Resolução de Triângulos Esféricos (1936, Lisboa);
- Trigonometria Esférica com aplicações à Geodesia, Astronomia e Navegação (1941, Lisboa);
- Guia de Balística Interna, de colaboração com o Primeiro-Tenente Ramalho Rosa (1942, Lisboa).

Escreveu nos Anais do Club Militar Naval. Foi colaborador da Grande Enciclopédia Portuguesa e Brasileira.

## Condecorações[6]
Da sua folha de serviço constam, além de diversos Louvores, as seguintes condecorações: 
- Medalha de Ouro de Serviços Distintos de Portugal (? de ? de 19??)
- Medalha de 1.ª Classe de Mérito Militar de Portugal (? de ? de 19??)
- Medalha de Ouro de Comportamento Exemplar de Portugal (? de ? de 19??)
- Medalha da Vitória de Portugal (? de ? de 19??)
- Grande-Oficial da Ordem do Mérito Naval do Brasil
- Medalha de Prata de Socorro a Náufragos: de Coragem, Abnegação e Humanidade, Medalha de Prata de Socorros a Náufragos de Filantropia e Caridade de Portugal (? de ? de 19??)
- Medalha Comemorativa das Campanhas do Exército Português de Portugal (? de ? de 19??)
- Oficial da Ordem Militar de Avis de Portugal (5 de Outubro de 1928)
- Comendador da Ordem Militar de Sant'Iago da Espada de Portugal (8 de Março de 1949)
- Cruz de 3.ª Classe com Distintivo Branco da Ordem do Mérito Naval de Espanha (13 de Junho de 1950)[7]
- Comendador da Ordem da Instrução Pública de Portugal (26 de Agosto de 1950)
- Grande-Oficial da Ordem Militar de Avis de Portugal (14 de Outubro de 1950)
- Grã-Cruz da Ordem Militar de Avis de Portugal (11 de Dezembro de 1954)